# Kacen Callender
Kacen Callender (Saint Thomas, 19 de setembro de 1989) é natural de Saint Thomas e atua na escrita de obras do gênero ficção e fantasia infantil, também relevante por seu livro de estreia para o ensino primário, Hurricane Child (2018), no qual venceu o Prêmio Stonewall Book e o Prêmio Literário Lambda. Seu romance de fantasia, Queen of the Conquered, tornou-se vencedor de 2020 do Prêmio World Fantasy, e King and the Dragonflies ganhou o Prêmio National Book de 2020 para Literatura Juvenil e o Prêmio Literário Lambda de 2021 nas categorias infantil e infantojuvenil.

## Vida pessoal
Callender nasceu em 1989 e cresceu em Saint Thomas, nas Ilhas Virgens Americanas. Callender é bacharel em Escrita Criativa e Japonesa pela Sarah Lawrence College e possui mestrado em Belas Artes pelo programa de Escrita para Crianças da The New School.
Antes de ingressar na escrita, Callender esteve na coordenação da editora Little, Brown Book Group. Em 2018, por consequências do furacão Irma, Callender lançou o leilão online #USVIPubFund, no qual, junto com outros profissionais de editoras, arrecadou-se 104 mil dólares para apoiar as Ilhas Virgens Americanas.
Callender é uma pessoa negra, queer, trans e usa o pronome neutro do inglês They singular. Callender estreou seu novo nome ao anunciar seu próximo romance para jovens adultos, Felix Ever After, em maio de 2019.

## Recepção crítica
Seu romance de estreia, Hurricane Child, sobre uma menina de doze anos nascida durante um furacão que acredita estar amaldiçoada, foi publicado pela Scholastic em 2018 e recebeu o Stonewall Book Award em 2019.
Tanto Hurricane Child quanto a estreia de Callender para o público juvenil, This Is Kind of an Epic Love Story, foram indicados ao Prêmio Literário Lambda de 2019 para Literatura Infantil/Juvenil. Hurricane Child acabou ganhando o prêmio.
Seu segundo romance para juvenis, Felix Ever After, é sobre um adolescente transgênero que engana um colega de classe por vingança e acaba se apaixonando por ele. Felix Ever After foi publicado pela editora Balzer + Bray em 2020 e vendido junto com This Is Kind of an Epic Love Story em novembro de 2017.
King and the Dragonflies, o segundo romance juvenil de Callender que explora raça e sexualidade, foi publicado em 2020. Recebeu uma crítica estrelada do School Library Journal, Horn Book, e Publishers Weekly.
Sua estreia adulta, Queen of the Conquered, foi publicada pela Orbit em 2019. A história se passa em um mundo de fantasia inspirado no Caribe e conta a história de uma mulher negra mestiça que luta para manter o poder em uma sociedade que detesta a ideia dela. Recebeu críticas positivas da Kirkus Reviews e da School Library Journal.
King and the Dragonflies foi escolhido como vencedor do Prêmio Literário Lambda de Literatura Infantil e Juvenil no 33º Prêmio Literário Lambda em 2021.

## Obras publicadas

### Literatura infantojuvenil
- Callender, Kacen (2018). Hurricane Child (em inglês) hardcover ed. [S.l.]: Scholastic. pp. 1–214. ISBN 978-1338129304
- Callender, Kacen (2020). King and the Dragonflies (em inglês) hardcover ed. [S.l.]: Scholastic Press. pp. 1–272. ISBN 978-1338129335
- Callender, Kacen (2022). Moonflower (em inglês) hardcover ed. [S.l.]: Scholastic Inc. pp. 1–272. ISBN 978-1338636598

### Literatura juvenil
- Callender, Kacen (2018). This Is Kind of an Epic Love Story (em inglês) hardcover ed. [S.l.]: Balzer & Bray. pp. 1–290. ISBN 978-0062820228
- Callender, Kacen (2020). Felix Ever After (em inglês) hardcover ed. [S.l.]: Balzer & Bray. pp. 1–368. ISBN 978-0062820259
- Callender, Kacen (2022). Lark & Kasim Start a Revolution (em inglês) hardcover ed. [S.l.]: Amulet Books. pp. 1–336. ISBN 978-1419756870
- Callender, Kacen (2023). Stars in Your Eyes (em inglês) hardcover ed. [S.l.]: Forever Publishing. pp. 1–352. ISBN 978-1538726037

### Fantasia adulta

#### Islands of Blood and Storm Series
1. Callender, Kacen (2019). Queen of the Conquered (em inglês) hardcover ed. [S.l.]: Orbit. pp. 1–400. ISBN 978-0316454933
2. Callender, Kacen (2020). King of the Rising (em inglês) paperback ed. [S.l.]: Orbit. pp. 1–384. ISBN 978-0316454940

### Novela em audiolivro
- Callender, Kacen (2021). Sunset Springs (em inglês) audiobook ed. [S.l.]: Audible Originals. ASIN B094Q2LSCF

## Prêmios e indicações
| Ano  | Título                             | Prêmio                    | Categoria                     | Resultado       | Ref.          |
| ---- | ---------------------------------- | ------------------------- | ----------------------------- | --------------- | ------------- |
| 2019 | Hurricane Child                    | Prêmio Stonewall Book     | Infantil e juvenil            | Venceu          | [ 24 ]        |
| 2019 | Hurricane Child                    | Prêmio Literário Lambda   | Literatura infantil e juvenil | Venceu          | [ 15 ] [ 25 ] |
| 2019 | This Is Kind of an Epic Love Story | Prêmio Literário Lambda   | Literatura infantil e juvenil | Pré-selecionado | [ 26 ]        |
| 2020 | King and the Dragonflies           | Prêmio National Book      | Literatura juvenil            | Venceu          | [ 3 ]         |
| 2020 | Queen of the Conquered             | Prêmio Fantasy World      | Romance                       | Venceu          | [ 27 ] [ 2 ]  |
| 2021 | Felix Ever After                   | Prêmio Stonewall Book     | Infantil e juvenil            | Venceu          | [ 24 ]        |
| 2021 | King and the Dragonflies           | Prêmio Coretta Scott King | —                             | Honraria        | [ 28 ]        |
| 2021 | King and the Dragonflies           | Prêmio Literatura Lambda  | Literatura infantil e juvenil | Venceu          | [ 29 ]        |
| 2021 | King and the Dragonflies           | Prêmio Walter Dean Myers  | —                             | Honraria        | [ 30 ] [ 31 ] |